# Phaonia acerba
Phaonia acerba este o specie de muște din genul Phaonia, familia Muscidae, descrisă de Stein în anul 1918. Conform Catalogue of Life specia Phaonia acerba nu are subspecii cunoscute.